# Simplicia (Automarke)
Simplicia war eine von 1909 bis 1913 produzierte französische Automarke.

## Unternehmensgeschichte
Das Unternehmen Simplicia aus Paris gehörte zu Lacoste & Battmann und begann 1909 mit der Produktion von Automobilen. 1913 endete die Produktion.

## Fahrzeuge
Es wurden fertige Fahrgestelle von Lacoste & Battmann verwendet, die zu kompletten Autos vervollständigt wurden. Der 10/12 CV Vierzylindermotor von Aster hatte 1767 cm³ Hubraum mit einer Bohrung von 75 mm und einem Hub von 100 mm. Der Zentralrohrrahmen mit vorderer Querblattfederung und der Mittelschalthebel werden als fortschrittlich bezeichnet. Das Leergewicht betrug 550 kg. Das Getriebe hatte drei Gänge.